# Cyriakuskapelle (Lindenberg)
Die Kapelle St. Cyriakus in Lindenberg in Rheinland-Pfalz ist ein Wallfahrtsort für Winzer, erbaut aus und in den Überresten der Burg Lindenberg. 
Jährlich am Jahrestag des heiligen Cyriakus, dem 8. August, tragen Winzer frühreife Trauben zur Kapelle und legen diese auf den Altar, sie bitten damit um Schutz für ihre Weinberge.

## Anlage

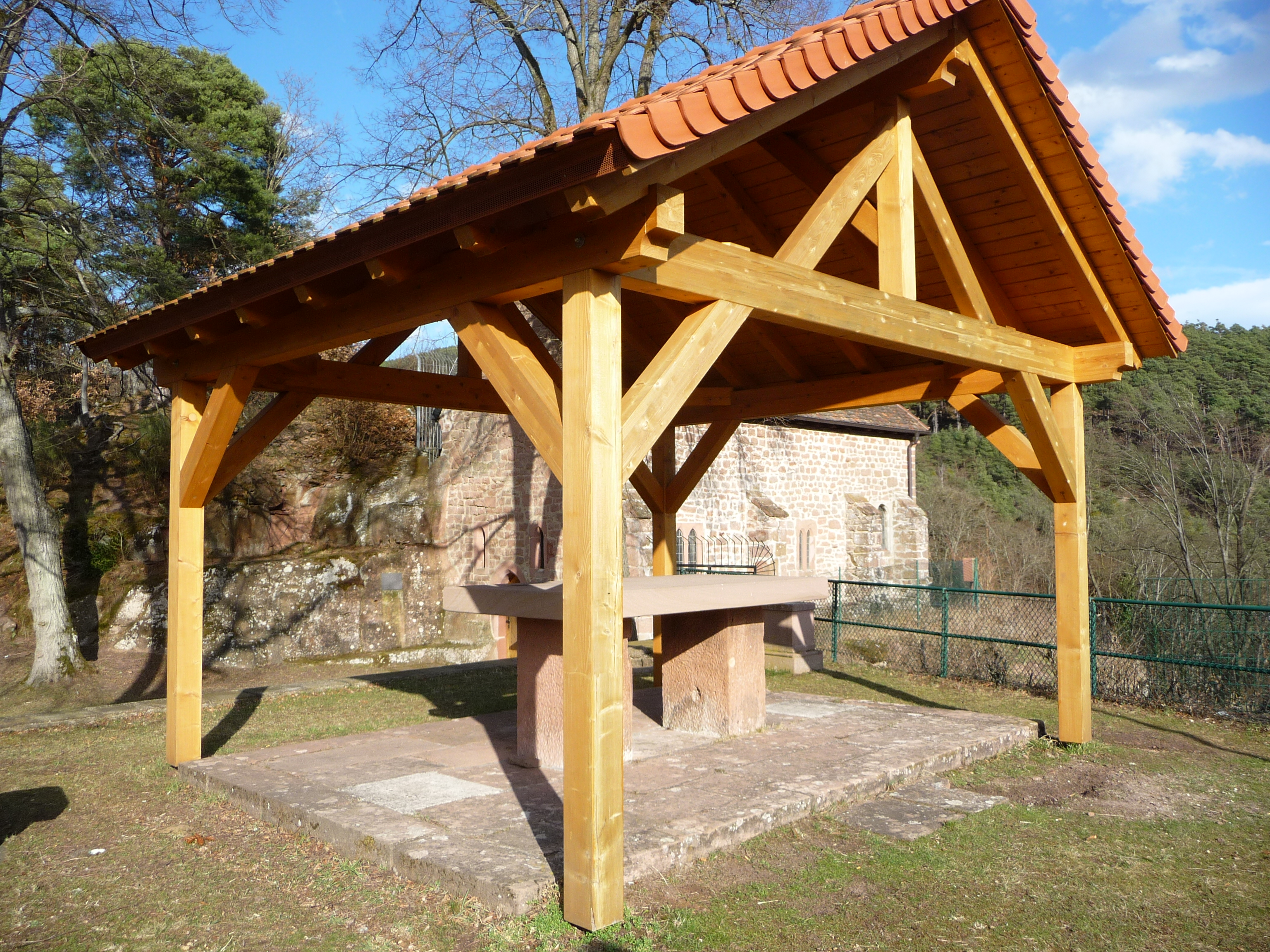
Altar

Die Kapelle liegt im Pfälzerwald auf einem 230 m hohen Ausläufer des hinteren Langenbergs. Sie ist frei zugänglich. Vor der Kapelle befindet sich ein steinerner Altar, der laut Inschrift erst 2004 durch „Die Rentner“ errichtet wurde.

## Geschichte
Um 1543 begann der Bau der heutigen Kapelle im Halsgraben der Burg. Das Material entstammte der im 13. Jahrhundert erbauten Burg Lindenberg, die zuvor an selbiger Stelle existiert hatte und zwischen 1364 und 1371 zerstört worden war.
Die Kapelle wurde 1550 (/56) als Neubau aufgeführt, unter Verwendung älteren Baumaterials, wahrscheinlich den Resten der 1543 bereits als "Sant Ziriax Capellen" aufgeführten Kapelle. 

## Sage
Einer Sage nach sollte die Kapelle ursprünglich im tiefer gelegenen Dorf erbaut werden. Über Nacht verschwand aber immer wieder sämtliches Baumaterial und war immer wieder an der Stelle der heutigen Kapelle zu finden.